# Ortopèdia (especialitat mèdica)

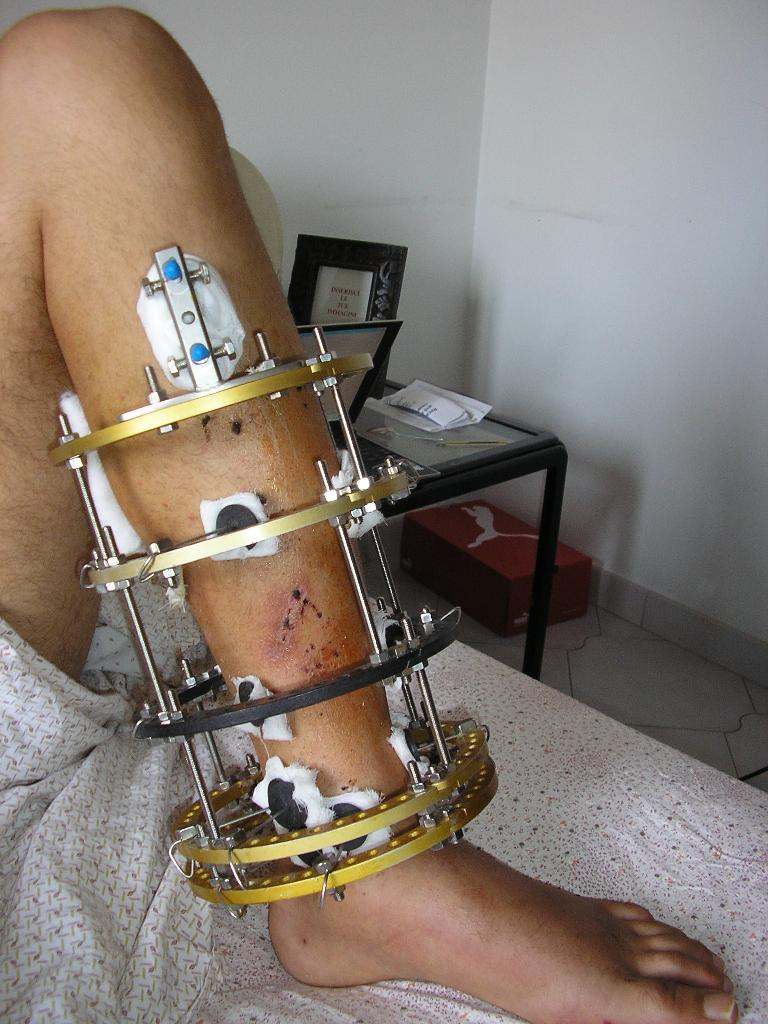
Treball de cirurgia ortopèdica

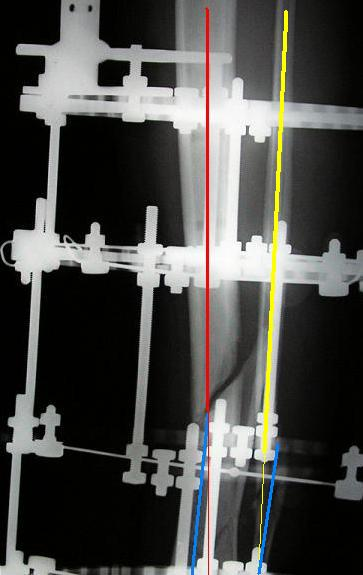
Amb raigs X

L'ortopèdia (grec: ὀρθός, ortho, "redreçar" o "alinear") és una especialitat mèdica dedicada a corregir o evitar les deformitats o traumes del sistema musculo-esquelètic del cos humà, per mitjà de cirurgia (cirurgia ortopèdica), aparells (anomenats ortesis) o exercicis corporals. A l'especialista en ortopèdia és dit ortopedista.

## Etimologia
S'atribueix al metge francès Nicholas Andry de Boisregard d'haver encunyat el terme "ortopèdia" (orthopédie en francès). Prové dels mots grec orthos (ὀρθο) que significa ‘recte o dret’ i paideía (παιδεία) que significa ‘educació o formació’.

## Definició
La ortopèdia és una especialitat mèdica que se centra en el diagnòstic, la correcció, la prevenció i el tractament de pacients amb deformitats esquelètiques - trastorns dels ossos, articulacions, músculs, lligaments, tendons, nervis i pell. Aquests elements conformen el sistema múscul-esquelètic.

## Evolució
Actualment els avanços en matèria d'enginyeria i tecnologia de les últimes dècades, han suposat un gran avenç no només en àrees que es refereixin a elles de forma directa, sinó també, en els sectors de la medicina, com ara les empreses d'ortopèdia. Això es tracta d'un aspecte sobre el qual hi ha una gran gamma de complexos dissenys fusionats de manera precisa amb temes de medicina, buscant sempre un mateix resultat, el garantir la qualitat de vida més òptima possible per a cada pacient que requereixi d'algun dels serveis d'ortopèdia.

## Especialitats i disciplines relacionades
- ortopèdia maxil·lofacial
- ortopèdia pediàtrica
- persona de mobilitat reduïda
- tècnic ortopèdic